# Giuseppe Cassin
Pour les articles homonymes, voir Cassin.
Giuseppe Cassin, né le 2 novembre 1906 à San Martino al Tagliamento, commune italienne de la province de Pordenone dans la région Frioul-Vénétie Julienne en Italie et mort le 11 août 1996 à Villeurbanne, commune française, limitrophe de Lyon, en région Auvergne-Rhône-Alpes, est un coureur cycliste italien. Il évolue au niveau professionnel entre 1932 et 1939.

## Biographie
Giuseppe Cassin fut naturalisé français le 24 avril 1940 et portera alors le nom de Joseph Cassin.

## Palmarès
- 1931
  - Lyon-Belfort
  - 1re étape au Circuit des villes d'eaux d'Auvergne
  - 2e à Circuit du Mont-Blanc
  - 2e du Grand Prix de Cours-la-Ville
  - 3e à Lyon-Genève-Lyon
- 1932
  - Circuit du Forez
  - Lyon-Grenoble-Lyon
  - 2e à Tour du Vaucluse
  - 3e à Vichy-Lyon
- 1933
  - Vichy-Lyon
- 1934
  - Lyon-Grenoble-Lyon
  - 2e à Circuit France-Comte Beaulieu (Circuit de Franche-Comté et du Territoire de Belfort)
  - 2e du Circuit de l'Allier
  - 3e du Grand Prix de Nice
  - 6e à Milan-San Remo
- 1935
  - Lyon-Grenoble-Lyon
  - Circuit du Forez
  - 1re étape des Grands Circuits Lyonnais
  - 2e des Grands Circuits Lyonnais
  - 2e à Marseille-Lyon
  - 2e du Grand Prix de Cours-la-Ville
- 1936
  - Lyon-Vals-les-Bains
  - 2e à Circuit du Jura
  - 2e à Circuit du Mont-Blanc
  - 2e à Marseille-Lyon
  - 2e du Circuit de l'Allier
  - 3e à Annemasse-Bellegarde et retour
- 1937
  - Tour du Vaucluse
  - Bourg-Genève-Bourg
  - 2e à Lyon-Grenoble-Lyon
  - 3e à Marseille-Lyon
- 1939
  - Lyon-Vals-les-Bains
  - 2e à Circuit du Jura

## Résultats sur le Tour de France
2 participations
- 1924 : abandon à la 5e étape (compté parmi les Touristes-Routiers)[2]
- 1925 : abandon à la 13e étape (compté parmi les Touristes-Routiers)[3]